# Kompas TV
Kompas TV es una cadena de televisión indonesia propiedad y operada por Kompas Gramedia.